# Otto Fritz Meyerhof
Otto Fritz Meyerhof (12. dubna 1884 Hildesheim – 6. října 1951 Filadelfie) byl německý lékař a biochemik. Roku 1922 získal Nobelovu cenu za fyziologii a lékařství, spolu s Archibaldem Hillem.

## Život
Narodil se v zámožné židovské rodině a větší část dětství strávil v Berlíně. Tam také začal studovat medicínu a pokračoval ve Štrasburku a Heidelbergu, kde roku 1909 promoval na psychologické téma. Setkal se tam i se svojí budoucí manželkou, Hedvikou Schellenberg, s níž měl dceru a dva syny. Od roku 1912 přednášel na univerzitě v Kielu, kde se roku 1918 stal profesorem. Za objev vztahu mezi spotřebou kyslíku a produkcí kyseliny mléčné ve svalu získal roku 1922 Nobelovu cenu za fyziologii a lékařství, spolu s ním byl toho roku oceněn také Archibald Hill. V letech 1929–1938 byl jedním z ředitelů berlínského Ústavu pro lékařský výzkum (předchůdce ústavu Maxe Plancka). Roku 1938 uprchl před nacisty do Paříže a roku 1940 do Spojených států, kde se stal profesorem na Pensylvánské univerzitě.